# Min'yō
 (juin 2009).
Si vous disposez d'ouvrages ou d'articles de référence ou si vous connaissez des sites web de qualité traitant du thème abordé ici, merci de compléter l'article en donnant les références utiles à sa vérifiabilité et en les liant à la section « Notes et références ».

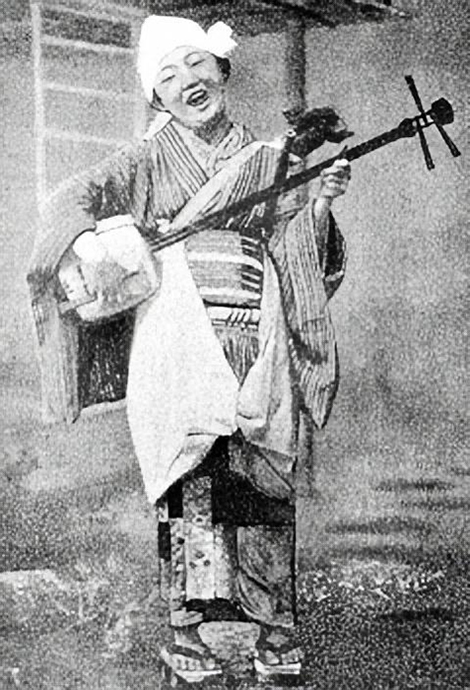
Une femme jouant du shamisen (1904).

Le min'yō (民謡) est un style de musique traditionnelle japonaise.

## Origine du mot
Le terme est la traduction du mot allemand « Volkslied » (« chanson populaire ») et n'est utilisé que depuis le XXe siècle. Les termes japonais traditionnels qui se référent au même genre de musique incluent inaka bushi (田舎節, lit. « tonalité/chant de la campagne »), hina uta (鄙歌, « chanson rurale »), mais pour la plupart de ces chanteurs, il s'agit tout simplement d'uta (歌, « chanson, poème »).

## Évolution
Beaucoup de min'yō ont des liens avec des professions ou des commerces particuliers et étaient chantés à l'origine au travail ou pour des labeurs particuliers. D'autres min'yō n'ont d'autres fonctions que le divertissement, avec la danse comme accompagnement, ou comme composante de rituels religieux.
À l'origine, la plupart des chants min'yō relatifs au travail étaient chantés sans accompagnement, que ce soit en solo, ou en groupe (hétérophonie). Certains chants présentent le même genre de chant « appel-et-réponse » qu'on trouve souvent dans la musique noire du sud des États-Unis. Cependant, durant l'époque d'Edo, mais plus tard également, un accompagnement au shamisen ou au shakuhachi a été ajouté aux mélodies min'yō. Des instruments de percussion, notamment des tambours (taiko), sont aussi souvent inclus dans l'accompagnement min'yō, en particulier lorsque ces chants sont utilisés dans des danses ou cérémonies religieuses. Certains de ces accompagnements sont devenus indépendants à leur tour et ont donné naissance à des genres de musique instrumentale solo tel que le tsugaru jamisen. L'enka et beaucoup d'autres genres de musique populaire trouvent leurs racines dans le min'yō.
Pendant le XXe siècle, de nombreuses chansons ont été altérées pour devenir des mélodies très développées qui ne peuvent être interprétées qu'avec beaucoup de temps et d'effort. Au Japon, les chanteurs qui savent interpréter des chants min'yō authentiques sont très admirés. Le min'yō est aujourd'hui très difficile à chanter et requiert un grand contrôle vocal. Beaucoup de Japonais ressentent que le min'yō les touche au plus profond de leur être car il évoque une nostalgie pour leur ville natale (réelle ou imaginaire) et pour leur famille.

## Régionalité
Les min'yō diffèrent selon les régions du Japon, chacune d'entre elles revendiquant ses propres chansons et styles préférés. Les chants qu'on trouve dans la partie septentrionale de l'île d'Hokkaidō et chantés par les Aïnous sont généralement exclus de la famille min'yō. Dans l'extrême sud de l'archipel nippon (particulièrement à Okinawa), des genres distincts de min'yō, différents par leur échelle musicale et leurs formes textuelles, se sont aussi développés.
Il est à noter que sous l'occupation japonaise en Corée (1910-1945), ont été désignés comme min'yo les chants populaires vernaculaires.
Le min'yō est pratiquement inconnu en Occident. Lorsqu'ils pensent à la musique japonaise, la plupart des Occidentaux pensent à la musique classique telle que le gagaku et le yayue. Il existe cependant en France un groupe de min'yō qui se produit sur scène : l'Ensemble Sakura. Il est actuellement le seul groupe hors du Japon dont le répertoire couvre toutes les régions de l'archipel.[réf. nécessaire]